# ヤロスラフ・ウラジミロヴィチ (プスコフ公)
ヤロスラフ・ウラジミロヴィチ（ロシア語: Ярослав Владимирович、? - 1245年?）は、スモレンスク・ロスチスラフ家出身（ムスチスラフの甥、ウラジーミル(ru)の子）のルーシの公であり、後にリヴォニア帯剣騎士団と連携してルーシ諸公と戦った人物である。ルーシの公としてはルジェフ公、プスコフ公の座にあった。

## 生涯
帝政ロシア期の歴史家ニコライ・カラムジンは、ヤロスラフに宛てた1231年のローマ教皇グレゴリウス9世の手紙から、ヤロスラフがカトリック教会への加盟を望んでいたことを指摘している。1233年、カトリック教会への共感のゆえに、プスコフから異動させられ、オデンペ(ru)へ移った。伝説ではドイツ人の女性と再婚したという。また、武力によって、かつての領土の支配権の回復を試み、ドイツ人勢力（リヴォニア帯剣騎士団）側に立ってノヴゴロド公国に対する軍事行為に参加した。1234年、イズボルスクを包囲(ru)するが、プスコフ軍に捕らわれ、ノヴゴロド公ヤロスラフに引き渡された。解放された後は再びリヴォニアへ向かい、アダジ付近を受領した。1240年にはドイツ人と共に再びイズボルスクを陥し、プスコフ軍を破った。ドイツ人はプスコフをも占領し、半年の間統治した。
1242年の、ノヴゴロド公国とリヴォニア騎士団とのチュド湖(ru)での戦い（氷上の戦い(ru)）の後、ノヴゴロド公アレクサンドル・ネフスキーの許可を得たヤロスラフはルーシに帰還し、トルジョクとベジェツクを受領した。1245年、アレクサンドル・ネフスキーと共同で、リトアニア大公国の拡張に対抗する声明を発表した。また『リヴォニア年代記』によれば、ヤロスラフは1245年に、タルトゥの教会とプスコフの相続継承権の半分を放棄している。

## 妻子
妻はポロツク公ログヴォロドの娘・エヴフロシニヤ（エヴプラクシヤ）。唯一の子であるイヴァンはヴェリーキエ・ルーキの分領公となった。